# ソリッドモデリング

ソリッドモデリングの形状は3次元空間内で完全に記述される。オブジェクトはどの角度からでも見ることができる。

ソリッドモデリング（英: Solid modeling）またはソリッドモデル（英語: Solid model）とは、3次元コンピュータグラフィックスにおいて、体積を持った（中身の詰まった）3次元構造、またはそれらを作成する目的のモデリング体系のことである。線により三次元構造を表す「ワイヤーフレームモデル」や表面のみにより3次元構造を表す「サーフェスモデル」との比較の語。
一般的に3次元CAD／CAE／CAMによる金型制作やラピッドプロトタイピング、物性シミュレーションなどの工業分野で用いられる。レンダリング結果を最終出力とする美術目的には不可欠でないが、レイトレーシングといった透明屈折物体との境界入出判定などにも部分的に利用される。
ソリッドモデリングには、数式により定義されたプリミティブ形状を集合演算により組み合わせてモデリングするCSG表現のような手法や、サーフェスモデル同様に表面（境界表現、B-reps）を定義しソリッド化する手法がある。数式などの拘束条件の積み重ねで表現する手法はパラメトリック・モデリングとも呼ばれ、ポリゴンなど幾何形状の直接変形操作で表現する手法はダイレクト・モデリングとも呼ばれる。